# 재미한족연합위원회
재미한족연합위원회(在美韓族聯合委員會)는 1941년 4월 20일부터 4월 27일까지 8일 동안 하와이 호놀룰루에서 개최된 해외한족대회(海外韓族大會)의 결과 성립된 재미한인사회 최대의 독립운동 연합단체이다. 대한인동지회, 한국독립당, 대한인국민회, 중한민중동맹단, 조선의용대 미주후원회연합회, 대조선독립단, 대한부인구제회 등의 단체가 참여하였다. 1942년 이승만과 한길수 간의 갈등으로 중한민중동맹단이 탈퇴하고, 1943년 대한민국 임시정부 주미외교위원부와 재미한족연합위원회 간의 갈등으로 대한인동지회가 탈퇴하면서 세력이 위축되었으며 1944년부터는 대한민국 임시정부와는 독자적인 활동을 하게 되었다. 1945년 광복 후엔 신탁통치에 찬성하고 좌우합작운동을 지지하였으며 1946년 9월 15일 결성된 신진당(新進黨)에 참여하였다.

## 역사

### 결성 (1941)
1941년 4월 20일부터 4월 27일까지 8일 동안 하와이 호놀룰루에서 해외한족대회(海外韓族大會)가 개최되었다. 해외 한족대표가 모여 새로운 국제정세 변화에 대비한 우리 독립운동의 진로를 협의하였다.
1941년 4월 29일 해외한족대회에서 독립전선의 통일, 대한민국 임시정부의 봉대(奉戴), 군사운동, 대미외교기관 설치문제, 미국 국방공작 후원방침, 독립금 재정방침, 연합기관 설치에 관한 것 등 7개안을 결의하였고 이 결의안에 따라 각 단체의 연합기관으로서 재미한족연합위원회(在美韓族聯合委員會, 이하 연합회)를 조직하였다. 연합회에 참여한 단체와 대표는 아래와 같았다.
- 대한인동지회 (대표 안현경 리원슌 도진호)
- 한국독립당 하와이총지부 (대표 림셩우)
- 북미 대한인국민회 (대표 한시대 김호 송죵익)
- 하와이 대한인국민회 (대표 안원규 김현구 김원용)
- 중한민중동맹단 (대표 차신호)
- 조선의용대 미주후원회련합회 (대표 권도인)
- 대조선독립단 (대표 강샹호)
- 하와이 대한부인구제회 (대표 심영신 민함나)

### 중한민중동맹단의 연합회 탈퇴 (1941)
연합회는 설립 직후부터 내홍을 겪었다. 한길수는 1941년 12월 7일 태평양 전쟁 발발 직후부터 중한민중동맹단, 조선의용대 미주후원회, 조선민족전선연맹의 워싱턴 대표임을 내세우며 이승만의 활동에 사사건건 제동을 걸었다. 1942년 충칭의 김원봉은 한길수를 조선민족전선연맹 미국 전권 대표로 임명하였고, 1943년 조선민족혁명당 미주 지부 워싱턴 대표로 임명하였다. 결국 한길수는 1942년 2월 연합회로부터 면직되었고, 이후 중한민중동맹단은 연합회에서 탈퇴하였지만, 한길수는 중한민중동맹단을 중심으로 미국의 조야에 한국의 독립 운동을 지원해 줄 것을 요구하였다.

### 주미외교위원부와의 갈등 (1942~1945)

#### 주미외교위원부 위원 임명 요청 (1942)
1942년 7월 21일 연합회는 이승만에게 다음과 같은 서신을 보냈다. "해외한족대회 결의안(호놀눌누 결의안) 제4조 (나)항에 의하여 제1차 전체연합위원회(羅城회집)에셔 주미외교위원부를 확장하고 위원 2인을 증가하기로 결의하고 각하에게 정식으로 보고하엿던 것이온 바, 차 2인은 본련합위원회에셔 대표로 주미외교위원부에 파송하는 것이 아니옵고 주미외교위원부 위원으로 쳔거한 것 뿐이옵나이다. 각하에게 임의 천거한 2인을 임시정부에 각하께셔 품쳥하서셔 정식 주미외교위원부 위원으로 임명케 하여 주심을 바라나이다." 임정에 독립금을 지급하는 만큼 권력을 요구한 것이다.
1942년 11월 28일 주미외교위원부 위원장 이승만은 연합회 김호(金乎)·전경무(田耕武)에게 정부기관인 주미외교위원부와 민간기관인 연합회의 역할 정립이 필요하다는 서신을 보냈다.

#### 대한인국민회의 이승만 소환 요청 (1943)
이승만은 자신이 관장하는 주미외교위원부를 중심으로 미주 한인 단체들이 운영되어야 한다며 연합회를 주미외교위원부에 종속시키고 연합회가 걷는 독립금을 넘길 것을 주장했다. 그러나 연합회는 전체 미주 한인의 회의를 거쳐 성립되었기 때문에 주미외교위원부와 같은 대한민국 임시정부의 대리기관에 종속될 수 없다고 보았다. 주미외교위원부와 연합회의 사무 확대 문제는 1943년에 들어서 분쟁으로까지 확대되었다. 이승만과 주미외교위원부는 1941년부터 미국 정부와 의회를 상대로 외교 활동을 전개하여 재미한인의 군사훈련계획을 승인 받고 1942년부터 장석윤·장기영 등 38명이 카타리나섬에서 두 차례에 걸쳐 군사훈련을 받게 하여 후일 미군의 납코(NAPKO)작전, 중경에서 추진된 독수리작전(Engle Project), 화북작전 등을 수행하는데 좋은 기반을 제공해 주었으나, 임시 정부 승인과 무기 대여 요청에 관해서는 별 성과를 거두지 못하였다. 이에 북미 대한인국민회에서는 1943년 1월 14일 외교 실패, 권리 남용, 인심 소란의 이유로 이승만의 주미외교위원부 위원장 직임에 대한 소환을 임정에 품청할 것을 연합회에 요구하는 등 이승만에 대해 노골적으로 대항하였다.

#### 대한인동지회의 연합회 탈퇴 (1943)
연합회는 이승만이 독점하고 있는 주미외교위원부를 개조하여 연합회도 참가할 것을 주장하였지만, 이승만은 이를 거부하였다. 때문에 연합회는 임시 정부에 이승만의 주미외교위원부 위원장 면직을 청원하였다. 이에 1943년 12월 23일 동지회는 재미한족연합위원회를 탈퇴하였다. 이후 재미한족연합위원회는 대한인국민회 중앙총회 단독으로 운영되었다.
1943년 8월 6일 전경무는 워싱턴 D.C.에 연합회 사무소 설립을 제안하였다. 워싱턴 D.C.의 주미외교위원부 사무소에 대항하기 위함이었다.
1943년 8월 13일 연합회는 주미외교위원부 위원장 이승만을 소환한다는 결의를 하였다.
1943년 10월 6일 연합회는 대한민국 임시정부에 주미외교위원부 위원장 이승만을 고문으로 승진시켜 현직에서 배제할 것을 요청키로 하였다. 또한 임정이 주미외교위원부에 부여한 신임과 전권을 철회하고 주미외교위원부를 임정의 비준 대상으로 개조할 것을 요청하기로 결의하였다. 10월 12일 연합회의 안원규는 이러한 결의안을 이승만에게 발신하였다.
의견 대립 속에 대한인동지회의 이승만 지지자들이 연합회를 거치지 않고 이승만에게 직접 자금을 송부하자, 1943년 11월 9일 연합회는 이승만에 대한 재정적인 지원을 중단하기로 결의하였다. 1943년 12월 20일 연합회는 주미외교위원부에 대한 지원금을 취소하기로 결의하였다. 1944년 1월 10일 연합회의 안원규는 이러한 결의안을 이승만에게 발신하였다.
1944년 6월 13일 연합회의 한시대(韓始大)는 대한민국 임시정부의 김구에게 미주와 하와이의 중심 기관으로서 주미외교위원부가 아닌 연합회를 택하기를 요청하고 결단을 촉구하였다. 7월 24일 한시대는 김규식, 김원봉에게도 연합회와 이승만 양자 가운데 택일할 것을 촉구하였다.
1944년 6월 10일 연합회는 주미외교위원부와 별도로 워싱턴사무소를 설치하여 연합회 자체의 독자적인 외교 활동을 전개했다.

#### 임시 정부의 주미외교위원부 개조안 (1944)
1944년 8월 3일 대한민국 임시정부는 연합회의 문제 제기를 받아들여 국무회의에서 주미외교위원부를 주미외무위원회(駐美外務委員會)로 개조하기로 결의하였다. 또한 주미외무위원회 규정을 통과시켰다.
1944년 8월 12일 대한민국 임시정부는 주미외교위원부에 집무 정지를 명령하고 '연합회와 대한인동지회는 합력하여 조직위원회를 형성하며 합력하여 대미 외교 사절의 새로운 관리 규정에 의지하여 주미외교위원부를 개조하기 위하여 미국·하와이·멕시코·큐바 등지의 대표 대회를 소집할 것'을 명령하였다.
1944년 9월 1일 연합회 집행부 제6차 예회가 열렸다.
1944년 9월 10일 연합회 집행부 제7차 특별회가 열렸다.
1944년 9월 12일 대한인동지회는 주미외교위원부 개조에 대한 협력을 거부하였다. 대한인동지회가 재미한족전체대표회에 참석하지 않은 이유는 '구성원이 60명 이상인 단체는 대표자대회에 5명의 대표를 파견하며, 구성원이 60명 이하인 단체는 3명의 대표를 파견한다'는 것이 준비위원회 대표들의 요구였는데 이는 대표자대회에 참여 단체 중 가장 규모가 큰 대한인동지회에게 매우 불리하고 불공평한 것이었기 때문이었다.
1944년 10월 28일부터 11월 5일까지 재미한족전체대표회가 진행되었다. 대한인동지회와 대한인동지회 측 대한부인구제회가 이탈한 가운데 미주 단체들이 모여 주미외교위원부 개조안을 제출하였다.
1944년 11월 10일 대한민국 임시정부는 국무회의에서 다음과 같이 결의하였다. "재미한족전체대표회에 대한인동지회가 불참가한 것은 대한인동지회의 잘못이라 하더라도 제외해서는 안 될 대한인동지회가 불참가한 회의에서 된 일은 정부의 기대와 지령대로 원만한 전체 통일적으로 되지 못하였음으로 그 회의에서 선출한 인원을 인준치 못하고 정부로서 선후 판법을 취하기로 함."
1944년 11월 20일 대한민국 임시정부는 국무회의에서 다음과 같이 결의하였다. "재미 각 단체 대표회가 원만히 되지 못하였음으로 이제는 정부에서 각방 정세를 참작하고 각 방안을 망라하야 주미외무위원회 인원을 선임하기로 하고"라면서 위원장에 이승만, 부위원장에 김원용(金元容), 비서주임에 정한경을 선임하고 이승만, 김원용, 정한경, 한시대, 김호(金乎), 李蕯音, 변준호(卞俊鎬), 안원규(安元奎), 송헌주(宋憲澍) 등 9인을 위원으로 선임하였다.
1944년 11월 28일 '재미동포에 대한 국무위원회 포고문'이라는 제목으로 주미외무위원회 설립을 선포하였다. 그 요지는 다음과 같다. "임정은 새로운 규정에 따라 직접 한국 외교사절단 구성원을 임명했어야 했지만, 보다 나은 결과를 위해 최초의 조직은 모든 유권자의 조화되고 통일된 의견에 기반한 추천을 선호했음. 불행히도 빠져서는 안 되는 조직(대한인동지회)이 대표회의에 불참해 완전한 의견 통일이 이루어지지 못했고 그로 인해 전체 통일에 대한 의지가 매우 강했던 임정은 모든 영역으로부터의 의견을 적절히 고려한 임명이 이루어질 수 있었던 추천에 대한 승인이 불가능해졌다는 것을 유감으로 여김. 이 새로운 임명은 과거의 모든 대표 임명 구조를 대체하는 것으로, 우리는 누가 다음에 대해 더, 혹은 덜 책임져야 하는가 하는 의문의 여지없이 이를 주장하려 함. 임정은 새로 임명된 9명의 외교사절에게 신뢰를 실어주고 있는데, 그 이유는 다음과 같음. 첫째, 전쟁의 뜻밖의 진전으로 인해 미국에서 우리의 통합된 외교적 노력이 시급해졌음, 둘째, 임정의 신망을 유지해야 함, 셋째, 우리 국민들의 지위를 향상시켜야 함, 넷째, 미국의 동포들이 가지고 있는 신념을 유지해야 함. 다섯째, 조국의 모든 이들이 품고 있는 열렬한 소망을 실패로 돌아가게 해서는 안 됨, 여섯째, 동맹국들의 기대를 만족시켜야 함, 일곱째, 오래 지속된 자기 파괴적 반목을 뿌리 뽑고 우리의 위대한 목적의 성취를 촉진할 것. 부디 과거의 편견과 나쁜 감정, 의견의 차이는 모두 묻고 현재의 지시를 실행합시다."
임정의 결정 이후 미주 한인사회는 분열되었다. 임정의 지시에 따를 것인가 아니면 독자적으로 워싱턴에 외교사무소를 두어야 할 것인가 하는 문제를 중심으로 연합회와 민족혁명당 미주지부는 두 파로 분열되었다. 또한 중경 내에서도 새로 공표된 주미외교위원회를 둘러싸고 논란이 벌어졌다.
1945년 4월 11일이 되어서야 대한민국 임시정부는 임시 의정원 의장 홍진에게 1944년 8월 3일 개정했던 주미외교위원회 규정의 추인안을 제출하였다. 한편 로스엔젤레스 연합회는 주미외교위원회에 대한 재정지원을 거부하며, 워싱턴사무소를 유지했다.
1945년 4월 11일 대한민국 임시정부는 '미주문제해결안'이라는 제목으로 주미외교위원부 문제에 관한 경과와 결과를 정리하였다. "재미 한인사회 간에 주미외교위원부 문제를 중심으로 분규가 자못 심함으로 1944년 5월 15일 국무회의에서 정·부주석과 외무, 내무, 재무, 군무 각 부장에 위임하야 미주문제 善後 해결 방침을 정하야 제출케하기로 결의하고 1944년 8월 3일 국무회의에서 미주문제해결방침위원회(美洲問題解決方針委員會)에서 작성하야 제출한 별지 제4호와 如한 미주문제해결방안을 통과한 후 現주미외교위원부를 주미외교위원회로 개조하기로 결의하고 곧 주미외무위원회 규정을 통과하야 공포 시행케하는 동시에 주미문제해결방안에 의하야 제1차의 위원인선에 대하여만은 연합회에서 각 주요 단체와 협상하야 주비회를 조직하고 재미포묵고각지한인단체대표회의(在美布墨古各地韓人團體代表會議)를 소집하야 그 대표회의에서 새로 개조하는 위원을 선거하야 정부에 보고하야 정부에서 정식 임명케 하기로 지령하였더니 결국 연합회에서는 그 중 가장 문제되는 대한인동지회가 불참가한채로 대표회의를 진행하야 그 회의에서 선거하야 보고한 위원의 인선은 전체적 통일적이 못되여 단합상 흠결이 많아서 그대로는 재미 각단체를 단합시켜서 외교 기타를 통일적으로 진행할 수 없겠음으로 1945년 11월 10일 국무회의에서 해당 대표회에서 선거 보고한 김원용, 한시대, 전경무, 한길수, 배희환(裵羲煥), 김아서, 정기원(鄭基源), 김호(金乎), 송종익(宋鍾翊), 金剛, 김용중(金用重), 장기형(張基亨), 신석(申石), 김시유 등 15인으로 위원으로 하고 김원용을 위원장으로 한시대를 부위원장으로 전경무를 비서주임으로 한길수와 배희환(裵羲煥)을 비서로 한 것을 인준치 않기로 결의하고 도금(到今)하야 정부에서 직접 임명하기로 한 후 1945년 11월 20일 국무회의에서 위원을 9인으로 정하고 이승만, 김원용, 정한경, 한시대, 김호(金乎), 李蕯音, 변준호(卞俊鎬), 안원규(安元奎), 송헌주(宋憲澍)를 위원으로 하고 이승만을 위원장으로 김원용을 부위원장으로 정한경을 비서주임으로 선임하였는데 此에 대하여 23인을 제한 이외에는 다 취임되었음(주미외무회 규정은 추인요구안 제4호 참조)"

### 독자활동 (1944~1945)
주미외교위원부는 논란과 분쟁 끝에 주미외교위원회로 개조되었지만, 주미외교위원부와 달라진 바가 없었다. 주미외교위원부는 영문명칭은 물론 한글명칭도 종전의 주미외교위원부를 사용했고, 인적 개편도 전혀 이뤄지지 않았다. 대한민국 임시정부와 연합회의 관계는 큰 타격을 입었고, 주미외교위원부는 연합회의 재정적 지원이 없는 상태에서 이승만의 지지세력에 의지하게 되었다.
이후 연합회는 임정 봉대를 외쳤던 설립 초기의 정신을 버리고 독자활동을 추진하였다. 이것은 1944년 4월 통일내각을 성립해 대내외적인 위상을 재정립하고 독립운동의 역량집중을 도모해 나갔던 중경 임정의 노력과 기대를 무산시키는 것이었다. 이러한 독자활동 모습은 1945년 4월 샌프란시스코에서 개최된 국제연합창설대회에서 이승만이 중심이 된 정부대표와는 별도로 연합회가 한족대표를 조직해 추진함으로써 표면화하였다. 그리고 해방 후에는 연합회 단독으로 국내대표단을 조직해 미정부의 공식허가를 받아 통일국가수립운동을 전개하였다.

### 광복 이후

#### 신탁통치 찬성 및 좌우합작운동 지지 (1945~1946)
1945년 12월 27일 연합회 대표단 김병환(金秉煥)은 한국민주당이 주관하는 국민대회와 대한민국 임시정부가 주관하는 특별정치위원회(特別政治委員會)에 대해 다음과 같이 언명하였다. "우리 대표단이 귀국후 약 2개월간에 국내정세와 민간여론 파악에 노력하여 왔던 것이다. 우리는 일당 일파의 주의주장에는 추종할 수 없다. 따라서 1946년 1월 10일 개최될 국민대회에도 우리 태도는 분명하다. 즉 한국민주당 측에서 개최한다는데 우리는 이 대회에 참석할 필요를 느끼지 않는 것이다. 그리고 특별정치위원회(特別政治委員會)는 임시정부에서 국내 국외 인사들과 국가독립촉성을 목표로 협의한다고 하니 우리는 미약한 힘이나마 도움이 된다면 참석할 것이다."
1945년 12월 29일 연합회 대표 전경무는 어느 정도 기간의 신탁통치는 찬성한다는 발언을 하였다. "지난 7월 전쟁이 끝나기 전 미국의 외교문제 특히 신탁문제의 권위자로 극동부장 존·카터·빈센트씨가 조선에 만일 신탁통치를 실시하면 어떻게 되느냐는 것을 나에게 물을 때에 나는 3천만을 대표한 것은 아니나 절대반대한다는 것을 주장한 일이 있다. 그리고 그후 9월 전쟁이 끝난 후 9월 프랑스에서 또 10월 뉴욕에서 정치외교문제중 조선에 관해서 강연한 것이 있는데 조선이 일본으로부터 해방은 된다 하더라도 곧 그 독립된 정부를 수립할 수 없는 것이므로 한동안 신탁통치를 실시하되 그 기간은 우리로서는 전연 알 수 없다고 말한 것을 나는 기억하고 있다. 하여간 4개국간에 신탁통치의 위원회를 조직하고 모든 행정을 조선인에게 주기는 주되 이 위원회에서 지정된 일국이 이를 주관하게 될 것이다. 그러므로 그 기간을 최고 5개년간이라고는 했지만 그 안에 우리가 행정에 대한 모든 실권을 잘 운영해 간다면 그 이내에 신탁통치는 단축될 것이라고 믿는다."
1946년 1월 25일 비상국민회의주비회는 비상국민회의에 참가할 61개 단체를 발표하였는데 연합회도 포함되었다.
1946년 8월 15일 연합회는 '좌우합작, 통일정부 수립, 민중생활 안정'이라는 3대 원칙을 발표하였다.

#### 신진당 참여 (1946)
1946년 9월 15일 오후 1시 천도교대강당에서 연합회, 신한민주당, 청우당, 조선혁명당, 신한민족당, 국민당, 삼우구락부, 무소속 등의 8당이 신진당(新進黨)을 결성하였다. 임시집행부 선정에서 김호(金乎)를 의장으로, 金嶺 趙基葉을 부의장으로 선출하였다. 중앙위원으로 柳東說, 金朋濬, 김호(金乎), 한시대(韓始大), 金忠奎, 金萬壽, 이응진, 趙基葉, 金喜燮, 金嶺 등 105명을 선정하고 감찰위원으로 朴治鎬, 金浩燁 등 9명을 선정하였다. 연합회는 신진당 참여 이후에도 독자적인 활동을 계속 하였다.
1946년 10월 2일 연합회는 대구 10.1 사건을 '자연발생적'이라고 평가하였다.
1946년 10월 24일 조선인민당, 남조선신민당(南朝鮮新民黨), 조선공산당, 신진당(新進黨), 사회민주당(社會民主黨), 청우당(靑友黨), 민족혁명당, 한국독립당, 독립노농당(獨立勞農黨), 연합회 등 10개 정당은 남조선과도입법의원 선거의 즉시 중지를 요구하였다.